# Голешув (Сілезьке воєводство)
Голешув (пол. Goleszów, нім. Golleschau) — село в Польщі, у гміні Голешув Цешинського повіту Сілезького воєводства.
Населення — 4247 осіб (2011).
У 1975-1998 роках село належало до Бельського воєводства.

## Демографія
Демографічна структура станом на 31 березня 2011 року:
|          | Загалом | Допрацездатний вік | Працездатний вік | Постпрацездатний вік |
| -------- | ------- | ------------------ | ---------------- | -------------------- |
| Чоловіки | 2057    | 384                | 1442             | 231                  |
| Жінки    | 2190    | 400                | 1311             | 479                  |
| Разом    | 4247    | 784                | 2753             | 710                  |